# Orocue
Orocue é um município da Colômbia, localizado no departamento de Casanare.